# Komisariat Straży Celnej „Istebna”

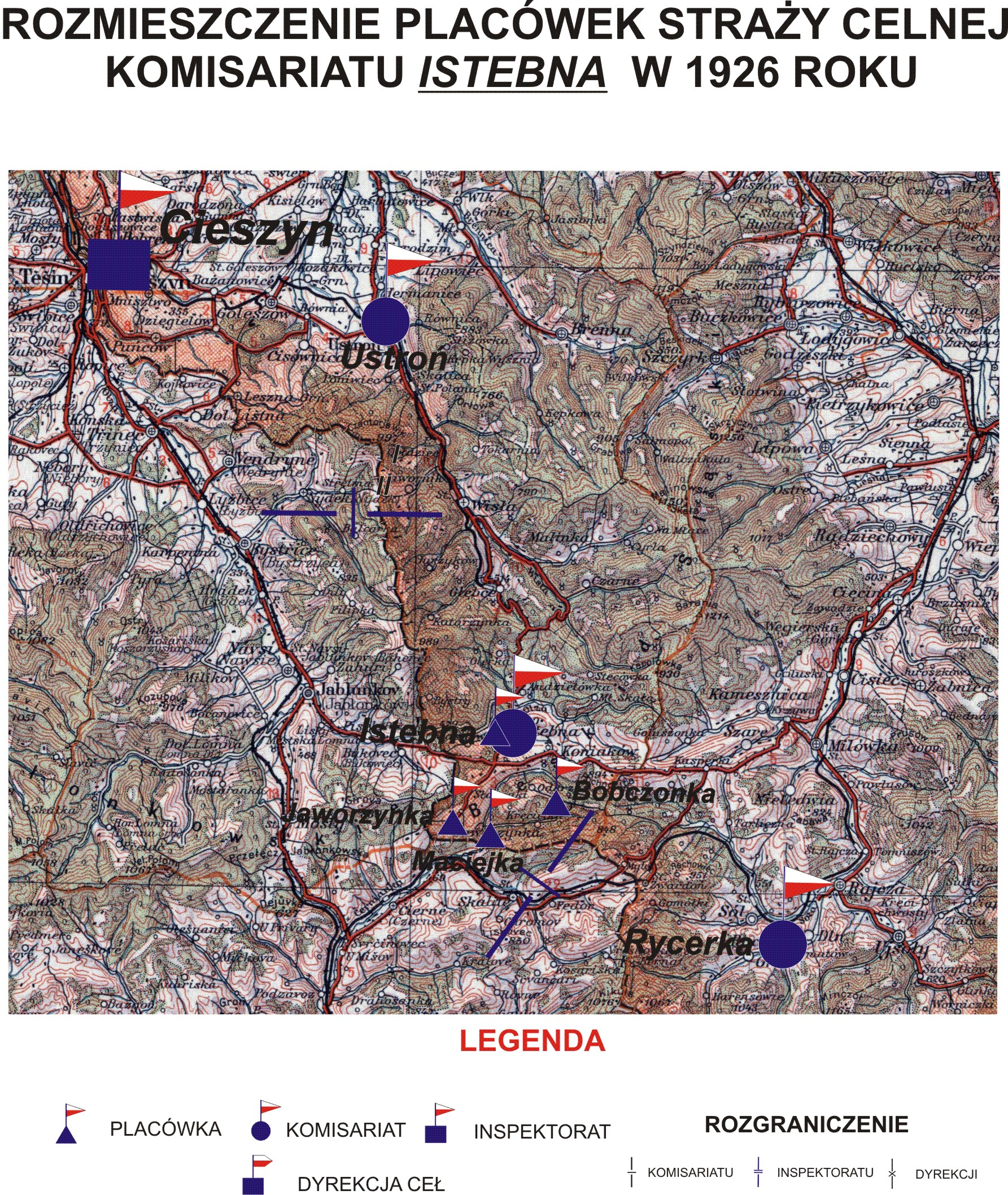
Rozmieszczenie placówek SC Komisariatu Istebna w 1926

Komisariat Straży Celnej „Istebna” – jednostka organizacyjna Straży Celnej pełniąca służbę ochronną na granicy polsko-czechosłowackiej w latach 1921–1928.

## Formowanie i zmiany organizacyjne
Na wniosek Ministerstwa Skarbu, uchwałą z 10 marca 1920 roku, powołano do życia Straż Celną. Jednostki Straży Celnej rozpoczęły przejmowanie odcinków granicy od pododdziałów Batalionów Celnych. W 1922 roku w Istebnej stacjonował sztab 1 kompanii 7 batalionu celnego. Proces tworzenia Straży Celnej trwał do końca 1922 roku. Komisariat Straży Celnej „Istebna”, wraz ze swoimi placówkami granicznymi, wszedł w podporządkowanie Inspektoratu Straży Celnej „Cieszyn”.
W drugiej połowie 1927 roku przystąpiono do gruntownej reorganizacji Straży Celnej. W praktyce skutkowało to rozwiązaniem tej formacji granicznej. Rozporządzeniem Prezydenta Rzeczypospolitej Polskiej Ignacego Mościckiego z 22 marca 1928 roku w jej miejsce powoływano z dniem 2 kwietnia 1928 roku Straż Graniczną.
Rozkazem nr 4 z 30 kwietnia 1928 roku w sprawie organizacji Śląskiego Inspektoratu Okręgowego dowódca Straży Granicznej gen. bryg. Stefan Pasławski powołał komisariat Straży Granicznej „Istebna”, który przejął ochronę granicy od rozwiązywanego komisariatu Straży Celnej.

## Służba graniczna
Sąsiednie komisariaty
- komisariat Straży Celnej „Ustroń”  ⇔ komisariat Straży Celnej „Rycerka” − 1926

## Funkcjonariusze komisariatu
Obsada personalna w 1926:
- kierownik komisariatu – starszy komisarz Stanisław Piotrowski
- pomocnik kierownika komisariatu – starszy przodownik Jan Tyszkiewicz (1026)

## Struktura organizacyjna
Organizacja komisariatu w 1926 roku:
- komenda – Istebna
- placówka Straży Celnej „Bobczanka”
- placówka Straży Celnej „Maciejka”
- placówka Straży Celnej „Jaworzynka”
- placówka Straży Celnej „Istebna”